# Vanke One City Office Tower
 (janvier 2021).
La Vanke One City Office Tower est un gratte-ciel de Shenzhen en Chine. Il s'élève à 220 mètres. Il a été terminé en 2019. 